# 다카무라 고타로

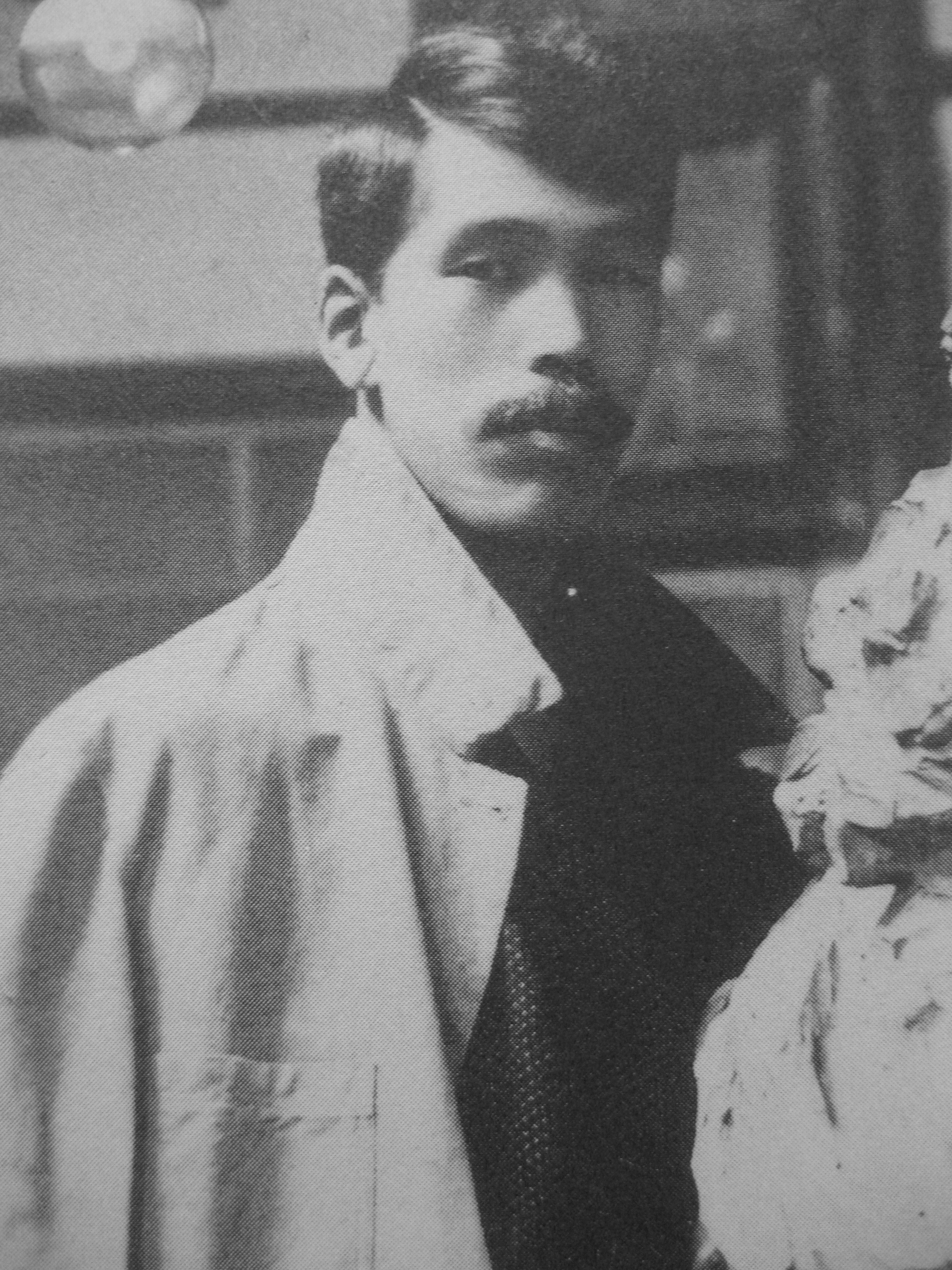
1911년 당시 29세 때 모습

다카무라 고타로(高村光太郎, 1883년 3월 13일 ~ 1956년 4월 2일)는 일본에서 국민 시민으로 알려진 일본의 시인이자 조각가이다. 그의 생애 동안 720여 편에 달하는 자연과 인간, 사랑을 노래하는 시 작품을 남겼다. 또한 그는 70여 점의 조각 작품을 완성한 조각가로 활약했으며, 이외에도 번역, 평론 등에서 업적을 남긴 예술인으로서 높이 평가받고 있다.

## 생애
다카무라 고타로는 1883년(메이지 16) 도쿄 시타야(下谷)에서 불사(仏師)였던 아버지 고운(光雲)과 어머니 와카[わか, 통칭은 도요(とよ)] 사이에 장남으로 태어났다.
1898년 미술학교에 입학하고 1906년 2월에서 1909년) 6월에 걸쳐 미국 뉴욕, 영국 런던과 프랑스 파리에서 유학했는데, 이 시기를 통해 예술혼에 눈뜨고 서구 문명과 그 속에서 형성된 근대적 자아를 체득하게 된 고타로는 귀국 후 제2의 고운이 되기를 바라는 아버지와의 갈등, 파벌이나 연고(縁故)가 일체를 지배하는 구태의연한 일본 예술계라는 벽을 마주하고, 스스로의 생을 지키기 위한 싸움을 시작하게 된다. 귀국 직후 예술 전위 모임인 ‘팬의 모임(パンの会)’에 참여해 질풍노도의 탐미적·데카당스적인 생활을 보냈다. 1909년에는 고마고메(駒込)에 있는 조부의 은거처를 아틀리에로 개조해 예술 활동을 하고, 1910년에는 일본 최초의 실험적 화랑인 로켄도(琅玕洞)를 열기도 했으나, 공조자가 없었기 때문에 실패로 끝났다. 같은 해 12월에 하시모토 야에코의 소개로 지에코를 알게 되는데, 그녀는 일본여자대학 가정과를 나와, 여성 해방을 표방한 잡지 ≪세이토(青鞜)≫의 표지 그림을 그릴 정도로 그림에 재능을 가진 신여성이었다. 깨어 있는 정신을 가진 두 예술가의 만남은 연애 시기를 거쳐 자연스럽게 결혼으로 이어졌다. 고타로의 첫 시집 ≪도정≫은 지에코와 결혼을 앞둔 1914년(다이쇼 3) 10월 출판되었다. 고타로는 지에코와의 연애, 결혼 생활을 내용으로 한 시를 40여 년간 써서 그것을 지에코의 사후 ≪지에코초≫라는 연애시집으로 출간했고(1941. 8), 가난 속에서도 운명적 끈으로 연결된 두 사람의 절절한 사랑을 생생하게 그려 내 지금까지도 많은 사랑을 받고 있다.
고타로는 지에코의 죽음 이후 전쟁의 소용돌이 속에서 일본 정부의 정책에 찬동하는 시를 써서 오점을 남기기도 했다. 1945년 9월 공습으로 도쿄에 있던 아틀리에가 소실되자 이와테현으로 피난했는데, 종전 후에도 이와테현 시외에 있는 오타무라 야마구치(太田村山口)의 작은 오두막에서 지내며 자기 유적(自己流謫)의 자연 친화적 생활을 보냈다. 1945년 12월 시집 ≪전형≫을 시작으로 자연과 순수한 시작(詩作)의 정신으로 돌아가고자 하는 작품들을 발표하는가 하면, 1947년 7월에는 인생을 되돌아보는 내용의 자전적 시편인 ≪암우소전(暗寓小伝)≫을 발표함과 더불어 제국예술원(帝国芸術院) 회원으로 추대되지만 이를 사퇴한다.
1950년 11월에는 ≪지에코초 그 후(智恵子抄その後)≫ 시문집을 출판하고, 70세가 되던 1952년 10월에 도와다 호반(十和田湖畔)에 세울 지에코 나부상(裸婦像) 제작을 위해 도쿄로 돌아간다. 1955년 12월 ≪요미우리 신문(読売新聞)≫에 시 ＜생명의 큰 강(生命の大河)＞을 발표한 것을 끝으로 1956년 4월 화가 나카니시 도시오(中西利雄)의 아틀리에에서 74세의 나이로 숨을 거둔다. 영원한 반려자인 지에코와의 만남과 결혼, 사별은 다카무라 고타로의 인생에 매우 큰 비중을 차지했다고 볼 수 있으며, ≪도정≫, ≪지에코초≫, ≪기록≫, ≪전형≫, ≪지에코초 그 후≫를 포함하는 그의 7권의 시(문)집은, 일본 근대 시사에 뚜렷한 업적을 남겼을 뿐 아니라, 메이지, 다이쇼, 쇼와에 걸친 일본 근대사의 격변기 속에서 한 예술가이자 인간으로서의 삶을 살아 내고자 했던 시인의 인생 기록으로서 크나큰 감명을 주고 있다.